# Polystachya boliviensis
Polystachya boliviensis är en orkidéart som beskrevs av Rudolf Schlechter. Polystachya boliviensis ingår i släktet Polystachya och familjen orkidéer. Inga underarter finns listade i Catalogue of Life.